# Franco Chioccioli
Franco Chioccioli (ur. 25 sierpnia 1959 w Castelfranco di Sopra) – włoski kolarz szosowy, startujący wśród zawodowców w latach 1982–1994, zwycięzca Giro d’Italia (1991). Zwycięzca 30 wyścigów.

## Najważniejsze zwycięstwa
- 1985 - etap w Giro d’Italia
- 1986 - etap w Tour de Suisse, etap w Giro d’Italia
- 1988 - etap w Giro d’Italia
- 1991 - Giro d’Italia, trzy etapy w Giro d’Italia
- 1992 - etap w Tour de France, Bicicleta Vasca, etap w Giro d’Italia